# Naomi Broady
Naomi Broady (ur. 28 lutego 1990 w Stockport) – brytyjska tenisistka. Ma młodszego brata Liama, który również jest tenisistą.

## Kariera tenisowa
Jej największe dotychczasowe osiągnięcia to dziewięć zwycięstw w turniejach ITF w grze pojedynczej oraz dwadzieścia zwycięstw w turniejach gry podwójnej, między innymi w Redbrigde (w parze z Patrycją Sanduską).

## Finały turniejów WTA
| Legenda                     | Legenda |
| --------------------------- | ------- |
| Wielki Szlem                |         |
| Igrzyska olimpijskie        |         |
| WTA Tour Championships      |         |
| 2009 – 2020                 |         |
| WTA Premier Mandatory       |         |
| WTA Premier 5               |         |
| WTA Premier                 |         |
| WTA International Series    |         |
| WTA 125K series (2012–2020) |         |

### Gra podwójna 4 (1–3)
| Końcowy wynik | Nr | Data                 | Turniej   | Nawierzchnia    | Partnerka           | Przeciwniczki                           | Wynik finału      |
| ------------- | -- | -------------------- | --------- | --------------- | ------------------- | --------------------------------------- | ----------------- |
| Finalistka    | 1. | 16 października 2016 | Hongkong  | Twarda          | Heather Watson      | Chan Hao-ching Chan Yung-jan            | 3:6, 1:6          |
| Finalistka    | 2. | 19 listopada 2017    | Tajpej    | Dywanowa (hala) | Monique Adamczak    | Wieronika Kudiermietowa Aryna Sabalenka | 6:2, 6:7(5), 6–10 |
| Zwyciężczyni  | 1. | 8 kwietnia 2018      | Monterrey | Twarda          | Sara Sorribes Tormo | Desirae Krawczyk Giuliana Olmos         | 3:6, 6:4, 10–8    |
| Finalistka    | 3. | 22 kwietnia 2018     | Zhengzhou | Twarda          | Yanina Wickmayer    | Duan Yingying Wang Yafan                | 6:7(5), 3:6       |

## Wygrane turnieje rangi ITF
| turnieje z pulą nagród 100 000 $   |
| turnieje z pulą nagród 75/80 000 $ |
| turnieje z pulą nagród 50/60 000 $ |
| turnieje z pulą nagród 25 000 $    |
| turnieje z pulą nagród 15 000 $    |
| turnieje z pulą nagród 10 000 $    |

### Gra pojedyncza
|    | Data       | Turniej        | Kat. | ($)     | Naw.      | Finalistka             | Wynik            |
| 1. | 01/02/2009 | Grenoble       | ITF  | 10 000  | twarda    | Youlia Fedossova       | 6:4, 6:2         |
| 2. | 29/11/2009 | Puebla         | ITF  | 25 000  | twarda    | Ajla Tomljanović       | 7:6, 6:3         |
| 3. | 06/12/2009 | Hawana         | ITF  | 10 000  | twarda    | Jana Koroliewa         | 6:2, 6:0         |
| 4. | 13/12/2009 | Hawana         | ITF  | 10 000  | twarda    | Valentine Confalonieri | 6:2, 6:2         |
| 5. | 23/03/2014 | Szarm el-Szejk | ITF  | 10 000  | twarda    | Witalija Djaczenko     | 6:2, 3:0 krecz   |
| 6. | 27/04/2014 | Namangan       | ITF  | 25 000  | twarda    | Nigina Abduraimova     | 6:3, 6:4         |
| 7. | 11/05/2014 | Fukuoka        | ITF  | 50 000  | trawiasta | Kristýna Plíšková      | 5:7, 6:3, 6:4    |
| 8. | 16/08/2015 | Landisville    | ITF  | 25 000  | twarda    | Robin Anderson         | 4:6, 6:3, 7:6(5) |
| 9. | 07/02/2016 | Midland        | ITF  | 100 000 | twarda    | Robin Anderson         | 6:7(6), 6:0, 6:2 |

### Gra podwójna
|     | Data       | Turniej    | Kat. | Partnerka           | Finalistki                          | Wynik          |
| 1.  | 10/11/2007 | Redbrigde  | ITF  | Patrycja Sanduska   | Danielle Harmsen Renee Reinhard     | 0:6. 6:1, 10-5 |
| 2.  | 20/04/2008 | Bol        | ITF  | Amra Sadiković      | Tina Obrez Anja Prislan             | 6:4, 6:3       |
| 3.  | 10/05/2009 | Edynburg   | ITF  | Elizabeth Thomas    | Helene Auensen Volha Duko           | 3:6, 6:3, 10-7 |
| 4.  | 11/09/2010 | Madryt     | ITF  | Emily Webley-Smith  | Jennifer Ren Marta Sirotkina        | 6:2, 6:3       |
| 5.  | 21/05/2011 | Izmir      | ITF  | Lisa Whybourn       | Mihaela Buzărnescu Tereza Mrdeža    | 3:6, 7:6, 10-7 |
| 6.  | 13/11/2011 | Zawada     | ITF  | Kristina Mladenovic | Paula Kania Magda Linette           | 7:6, 6:4       |
| 7.  | 20/11/2011 | Bratysława | ITF  | Kristina Mladenovic | Karolína Plíšková Kristýna Plíšková | 5:7, 6:4, 10-2 |
| 8.  | 19/05/2013 | Balikpapan | ITF  | Teodora Mirčić      | Chen Li Xu Yifan                    | 6:3, 6:3       |
| 9.  | 29/05/2013 | Tarakan    | ITF  | Teodora Mirčić      | Tang Haochen Tian Ran               | 6:3, 1:6, 10-5 |
| 10. | 06/07/2013 | Sacramento | ITF  | Storm Sanders       | Robin Anderson Lauren Embree        | 6:3, 6:4       |
| 11. | 17/10/2013 | Lagos      | ITF  | Emily Webley-Smith  | Fatima an-Nabhani Cristina Dinu     | 3:6, 6:4, 10-7 |
| 12. | 03/11/2013 | Barnstaple | ITF  | Kristýna Plíšková   | Raluca Olaru Tamira Paszek          | 6:3, 3:6, 10-5 |
| 13. | 04/05/2015 | Fukuoka    | ITF  | Kristýna Plíšková   | Eri Hozumi Junri Namigata           | 6:3, 6:4       |
| 14. | 20/05/2017 | Trnawa     | ITF  | Heather Watson      | Chuang Chia-jung Renata Voráčová    | 6:3, 6:2       |
| 15. | 13/05/2018 | Fukuoka    | ITF  | Asia Muhammad       | Tara Moore Amra Sadiković           | 6:2, 6:0       |
| 16. | 20/05/2018 | Kurume     | ITF  | Asia Muhammad       | Katy Dunne Abigail Tere-Apisah      | 6:2, 6:4       |